# Ґронувко (Куявсько-Поморське воєводство)
Ґронувко (пол. Gronówko) — село в Польщі, у гміні Любич Торунського повіту Куявсько-Поморського воєводства.
Населення — 138 осіб (2011).
У 1975-1998 роках село належало до Торунського воєводства.

## Демографія
Демографічна структура станом на 31 березня 2011 року:
|          | Загалом | Допрацездатний вік | Працездатний вік | Постпрацездатний вік |
| -------- | ------- | ------------------ | ---------------- | -------------------- |
| Чоловіки | 68      | 11                 | 53               | 4                    |
| Жінки    | 70      | 13                 | 45               | 12                   |
| Разом    | 138     | 24                 | 98               | 16                   |